# Carrán-Los Venados
Carrán-Los Venados es un grupo volcánico de escorias, maars y pequeños estratovolcanes  en el sur de Stark Park, al sureste de Lago Ranco. La más alta es el cono Los Guindos, que es un estratovolcán pequeño con una altura de  1114  m.  El grupo ha registrado erupciones volcánicas desde 1955 a 1979. Situado al sur del Lago Maihue  y Huishue y al norte del Volcán Puyehue, el Grupo Carran-Los Venados está en la intersección de varias  fallas en la delgada  corteza (~ 30 km).

## Volcanes
- Carran - Lleno de agua pero estalló en 1956
- Mirador - un cono de escoria, entró en erupción en 1979
- Pocura - Lleno de agua, pero desconoce la fecha de la erupción
- Riñinahue - Un maar no lleno de agua pero estalló en 1907
- Volcanes Los Venados - el grupo más occidental y meridional o volcanes o Carran grupo de Los Venados, fecha desconocida  de  erupción
- Los Guindos - el más alto del grupo, un pequeño estratocono extinto